# Ławrientij Komelski

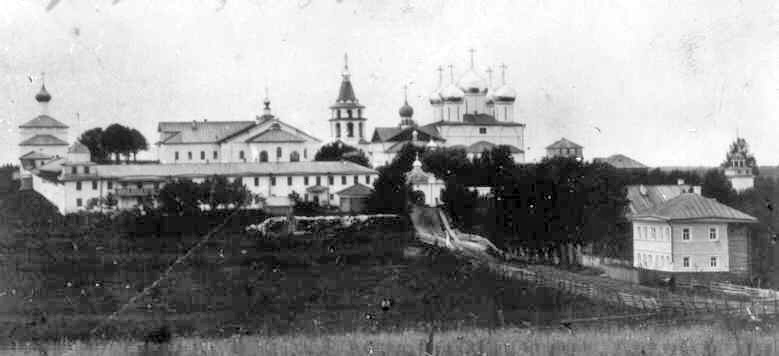
Monaster Korniliewsko-Komelski, na czele którego stał św. Ławrientij Komelski. Widok z początku XX wieku

Ławrientij Komelski (zm. 16 maja 1548) – święty mnich prawosławny.
Okoliczności wstąpienia przez niego do klasztoru są nieznane. Był jednym z uczniów późniejszego świętego zakonnika Korneliusza Komelskiego. Na jego polecenie został przełożonym założonego przez hieromnicha Korneliusza monasteru. Prowadził, podobnie jak jego nauczyciel, surowy, ascetyczny tryb życia. W czasie najazdu tatarskiego na ziemię wołogodzką kierował ewakuacją monasteru, a po oddaleniu się napastników razem z innymi zakonnikami wrócił na dawne miejsce.
Po śmierci mnicha Korneliusza w 1532 nadal stał na czele wspólnoty. Zajmował się rozbudową klasztoru, zajmował się również przepisywaniem ksiąg. Zmarł w monasterze w 1548. Należy do Soboru Świętych Wołogodzkich.